# Tommy Oar
Tommy Oar (né le 10 décembre 1991 à Southport, en Australie) est un footballeur international australien qui évolue au poste de milieu offensif à Macarthur FC.

## Biographie

### En club
Formé au Brisbane Roar, (alors nommé Queensland Roar), Tommy Oar, âgé seulement de 17 ans et 18 jours, inscrit son premier but le 28 décembre 2008 face au Wellington Phoenix, ce qui fait de lui le plus jeune buteur de l'histoire de la A-League.
Tommy Oar quitte son pays à l'âge de 19 ans pour rejoindre le club néerlandais du FC Utrecht.
Le 20 septembre 2018, libre depuis la fin de son contrat avec l'APOEL Nicosie, il s'engage pour deux saisons avec les Central Coast Mariners.

### En sélection nationale
Tommy Oar fait ses débuts en équipe nationale d'Australie le 3 mars 2010 contre l'Indonésie.

## Statistiques détaillées

### En club
| Saison      | Club            | Pays      | Championnat | Championnat | Championnat |
| Saison      | Club            | Pays      | Division    | Matchs      | Buts        |
| ----------- | --------------- | --------- | ----------- | ----------- | ----------- |
| 2008 - 2009 | Queensland Roar | Australie | A-League    | 5           | 1           |
| 2009 - 2010 | Brisbane Roar   | Australie | A-League    | 17          | 1           |
| 2010 - 2011 | FC Utrecht      | Pays-Bas  | Eredivisie  | 7           | 0           |
| 2011 - 2012 | FC Utrecht      | Pays-Bas  | Eredivisie  | 18          | 2           |
| 2012 - 2013 | FC Utrecht      | Pays-Bas  | Eredivisie  | 27          | 1           |

### En sélection

#### Matchs internationaux
| Matchs internationaux de Tommy Oar | Matchs internationaux de Tommy Oar | Matchs internationaux de Tommy Oar | Matchs internationaux de Tommy Oar | Matchs internationaux de Tommy Oar |
|                                    | Date                               | Adversaire                         | Minutes jouées                     | Compétition                        |
| ---------------------------------- | ---------------------------------- | ---------------------------------- | ---------------------------------- | ---------------------------------- |
| 1.                                 | 3 mars 2010                        | Indonésie                          | 90 min 88e                         | Éliminatoires Coupe d'Asie 2011    |
| 2.                                 | 24 mai 2010                        | Nouvelle-Zélande                   | 78e 87e                            | Match amical                       |
| 3.                                 | 3 septembre 2010                   | Suisse                             | 84e                                | Match amical                       |
| 4.                                 | 5 janvier 2011                     | Émirats arabes unis                | 57e                                | Match amical                       |